# Habitatge al carrer Boteres, 7 (Torrelameu)
L'Habitatge al carrer Boteres, 7 és una obra amb elements renaixentsites de Torrelameu (Noguera) inclosa a l'Inventari del Patrimoni Arquitectònic de Catalunya.

## Descripció
Es tracta d'un edifici de tres plantes de dimensions reduïdes i adaptat al desnivell en pendent del carrer. A la planta baixa hi ha la porta d'entrada, feta amb arc de mig punt adovellat; al primer pis una finestra allindada i al segon pis, o golfes, una finestra de reduïdes dimensions.
L'aparell dels murs mostra l'evolució en l'ampliació de la casa. La planta baixa té els murs de pedra, amb carreus de mida més o menys regular, de mida mitjana i escairats; el pis té els murs fets de maçoneria i arrebossats; en canvi, les golfes són fetes de tàpia i arrebossats.